# Moorwiesen am Theikenmeer
Das Moorwiesen am Theikenmeer ist ein Naturschutzgebiet in der niedersächsischen Gemeinde Spahnharrenstätte in der Samtgemeinde Sögel im Landkreis Emsland.
Das Naturschutzgebiet mit dem Kennzeichen NSG WE 213 ist 40 Hektar groß. Es liegt zwischen Sögel und Werlte und grenzt direkt an das Naturschutzgebiet „Theikenmeer“, einem teilweise wiedervernässten Hochmoorgebiet, mit dem es ein zusammenhängendes Schutzgebiet bildet.
Das Naturschutzgebiet wird überwiegend von Hochmoorgrünland geprägt und stellt als Schutzgebiet am Rande eines Hochmoores einen wichtigen Lebensraum für die Flora und Fauna der Hochmoorrandbereiche und für Wiesenvögel dar.
Das Gebiet steht seit dem 9. Juli 1993 unter Naturschutz. Zuständige untere Naturschutzbehörde ist der Landkreis Emsland.